# Amerikaans amateurkampioenschap golf
Het Amerikaans amateurkampioenschap golf (Engels: United States Amateur Championship, meestal kortweg US Amateur genoemd) is een belangrijk toernooi voor amateurgolfers. De organisatie ligt in handen van de United States Golf Association.

## Oprichting
In 1894 werd tweemaal een nationaal amateurkampioenschap in de Verenigde Staten gespeeld, op de Newport Country Club ( strokeplay, winnaar William G. Lawrence, er waren 20 deelnemers) en op de St Andrew's Golf Club (matchplay, winnaar Laurence B. Stottard, 27 deelnemers). In beide toernooien werd Charles B. Macdonald, oprichter van de Chicago Golf Club, tweede. Beide clubs riepen de winnaar uit tot nationaal kampioen. Omdat er ineens twee nationale kampioenschappen in één jaar waren, werden beide toernooien ongeldig verklaard. Ook werd een bijeenkomst georganiseerd in New York om een instantie op te richten die voortaan verantwoordelijk zou zijn voor de organisatie van nationale golfevenementen. Op 22 december 1894 werd de Amateur Golf Association of the United States opgericht. De naam van de organisatie is later veranderd in United States Golf Association (USGA).

## Deelnemers
In 1895 werd voor het eerste een US Amateur, een Women's US Amateur en een US Open georganiseerd. In 1912 werd in de Verenigde Staten het handicap-systeem geïntroduceerd om te bepalen wie er mee mocht doen.
Voor beide amateurstoernooien geldt tegenwoordig dat de deelnemers handicap 2.4 of minder moeten hebben. De eerste twee rondes worden in strokeplay gespeeld. De 64 beste spelers spelen daarna matchplay. 

Vroeger werd het US Amateur beschouwd als een van de Majors. Dit is veranderd, maar de winnaar wordt uitgenodigd op de andere Majors, behalve het Amerikaanse PGA Championship, waar alleen professionals spelen. Ook de speler die als tweede eindigt, krijgt een uitnodiging voor het US Open en de Masters. Ze mogen alleen meedoen als ze nog amateur zijn.

## Winnaars
Winnaars, die later beroemde professionals zijn geworden, zijn o.a. Bobby Jones (5x), Phil Mickelson, Arnold Palmer, Jack Nicklaus (2x) en Tiger Woods, die de enige is met drie overwinningen achter elkaar (1994, 1995 en 1996). 
Danny Lee, de Zuid-Koreaan uit Nieuw-Zeeland, was in 2008 de jongste winnaar ooit. Het record stond op naam van Tiger Woods, die in 1994 ook 18 jaar was.
| Jaar                                                          | Baan                              | Winnaar               | Score     | Runner-up               | Info                      |
| ------------------------------------------------------------- | --------------------------------- | --------------------- | --------- | ----------------------- | ------------------------- |
| 2015                                                          | Olympia Fields Country Club       | Bryson DeChambeau     | 7 & 6     | Derek Bard              | Uitslag van de finale     |
| 2014                                                          | Atlanta Athletic Club             | Gunn Yang             | 2 & 1     | Corey Conners           |                           |
| 2013                                                          | The Country Club                  | Matthew Fitzpatrick   | 4 & 3     | Oliver Gross            |                           |
| 2012                                                          | Cherry Hills Country Club         | Steven Fox            | hole 37   | Michael Weaver          |                           |
| 2011                                                          | Erin Hills Golf Course            | Kelly Kraft           | 2 up      | Patrick Cantlay         |                           |
| 2010                                                          | Chambers Bay                      | Peter Uihlein         | 4 & 2     | David Chung             |                           |
| 2009                                                          | Southern Hills Country Club       | An Byeong-hun         | 7 & 5     | Ben Martin              |                           |
| 2008                                                          | Pinehurst Resort                  | Danny Lee             | 5 & 4     | Drew Kittleson          |                           |
| 2007                                                          | Olympic Club                      | Colt Knost            | 2 & 1     | Michael Thompson        |                           |
| 2006                                                          | Hazeltine National Golf Club      | Richie Ramsay         | 4 & 2     | John Kelly              |                           |
| 2005                                                          | Merion Golf Club                  | Edoardo Molinari      | 4 & 3     | Dillon Dougherty        |                           |
| 2004                                                          | Winged Foot Golf Club             | Ryan Moore            | 2 up      | Luke List               |                           |
| 2003                                                          | Oakmont Country Club              | Nick Flanagan         | 37th hole | Casey Wittenberg        |                           |
| 2002                                                          | Oakland Hills Country Club        | Ricky Barnes          | 2 & 1     | Hunter Mahan            |                           |
| 2001                                                          | East Lake Golf Club               | Bubba Dickerson       | 1 up      | Robert Hamilton         |                           |
| 2000                                                          | Baltusrol Golf Club               | Jeff Quinney          | 39th hole | James Driscoll          |                           |
| 1999                                                          | Pebble Beach Golf Links           | David Gossett         | 9 & 8     | Sung-yoon Kim           |                           |
| 1998                                                          | Oak Hill Country Club             | Hank Kuehne           | 2 & 1     | Tom McKnight            |                           |
| 1997                                                          | Cog Hill Golf & Country Club      | Matt Kuchar           | 2 & 1     | Joel Kribel             |                           |
| 1996                                                          | Pumpkin Ridge Golf Club           | Tiger Woods           | 38th hole | Steve Scott             |                           |
| 1995                                                          | Newport Country Club              | Tiger Woods           | 2 up      | Buddy Marucci           |                           |
| 1994                                                          | TPC at Sawgrass                   | Tiger Woods           | 2 up      | Trip Kuehne             |                           |
| 1993                                                          | Champions Golf Club               | John Harris           | 5 & 3     | Danny Ellis             |                           |
| 1992                                                          | Muirfield Village                 | Justin Leonard        | 8 & 7     | Tom Scherrer            |                           |
| 1991                                                          | The Honors Golf Club              | Mitch Voges           | 7 & 6     | Manny Zerman            |                           |
| 1990                                                          | Cherry Hills Country Club         | Phil Mickelson        | 5 & 4     | Manny Zerman            |                           |
| 1989                                                          | Merion Golf Club                  | Chris Patton          | 3 & 1     | Danny Green             |                           |
| 1988                                                          | The Homestead                     | Eric Meeks            | 7 & 6     | Danny Yates             |                           |
| 1987                                                          | Jupiter Hills Club                | Billy Mayfair\|       | 4 & 3     | Eric Rebmann            |                           |
| 1986                                                          | Shoal Creek                       | Buddy Alexander       | 5 & 3     | Chris Kite              |                           |
| 1985                                                          | Montclair Golf Club               | Sam Randolph          | 1 up      | Peter Persons           |                           |
| 1984                                                          | Oak Tree Golf Club                | Scott Verplank        | 4 & 3     | Sam Randolph            |                           |
| 1983                                                          | North Shore Country Club          | Jay Sigel             | 8 & 7     | Chris Perry             |                           |
| 1982                                                          | The Country Club                  | Jay Sigel             | 8 & 7     | David Tolley            |                           |
| 1981                                                          | Olympic Club                      | Nathaniel Crosby      | 1 up      | Brian Lindley           |                           |
| 1980                                                          | Country Club of North Carolina    | Hal Sutton            | 9 & 8     | Bob Lewis               |                           |
| 1979                                                          | Canterbury Golf Club              | Mark O'Meara          | 8 & 7     | John Cook               |                           |
| 1978                                                          | Plainfield Country Club           | John Cook             | 5 & 4     | Scott Hoch              |                           |
| 1977                                                          | Aronimink Golf Club               | John Fought           | 9 & 8     | Doug Fischesser         |                           |
| 1976                                                          | Bel-Air Country Club              | Bill Sander           | 8 & 6     | C. Parker Moore Jr      |                           |
| 1975                                                          | Country Club of Virginia          | Fred Ridley           | 2 up      | Keith Fergus            |                           |
| 1974                                                          | Ridgewood Country Club            | Jerry Pate            | 2 & 1     | John R. Grace           |                           |
| 1973                                                          | Inverness Club                    | Craig Stadler         | 6 & 5     | David Strawn            |                           |
| 1965-72: Strokeplay                                           |                                   |                       |           |                         |                           |
| 1972                                                          | Charlotte Country Club            | Vinny Giles           | 285       | Mark Hayes Ben Crenshaw |                           |
| 1971                                                          | Wilmington Country Club           | Gary Cowan            | 280       | Eddie Pearce            |                           |
| 1970                                                          | Waverley Country Club             | Lanny Wadkins         | 279       | Tom Kite                |                           |
| 1969                                                          | Oakmont Country Club              | Steve Melnyk          | 286       | Vinny Giles             |                           |
| 1968                                                          | Scioto Country Club               | Bruce Fleisher        | 284       | Vinny Giles             |                           |
| 1967                                                          | Broadmoor Golf Club               | Bob Dickson           | 285       | Vinny Giles             |                           |
| 1966                                                          | Merion Golf Club                  | Gary Cowan            | 285       | Deane Beman             |                           |
| 1965                                                          | Southern Hills Country Club       | Bob Murphy            | 291       | Bob Dickson             |                           |
| 1895-1964: Matchplay                                          |                                   |                       |           |                         |                           |
| 1964                                                          | Canterbury Golf Club              | William C. Campbell   | 1 up      | Edgar M. Tutwiler       |                           |
| 1963                                                          | Wakonda Club                      | Deane Beman           | 2 & 1     | R. H. Sikes             |                           |
| 1962                                                          | Pinehurst Resort                  | Labron Harris, Jr.    | 1 up      | Downing Gray            |                           |
| 1961                                                          | Pebble Beach Golf Links           | Jack Nicklaus         | 8 & 6     | Dudley Wysong           |                           |
| 1960                                                          | St. Louis Country Club            | Deane Beman           | 6 & 4     | Robert W. Gardner       |                           |
| 1959                                                          | Broadmoor Golf Club               | Jack Nicklaus         | 1 up      | Charles Coe             |                           |
| 1958                                                          | Olympic Club                      | Charles Coe           | 5 & 4     | Tommy Aaron             |                           |
| 1957                                                          | The Country Club                  | Hillman Robbins       | 5 & 4     | Dr Frank M. Taylor      |                           |
| 1956                                                          | Knollwood Club                    | Harvie Ward           | 5 & 4     | Chuck Kocsis            |                           |
| 1955                                                          | Country Club of Virginia          | Harvie Ward           | 9 & 8     | Bill Hyndman            |                           |
| 1954                                                          | Country Club of Detroit           | Arnold Palmer         | 1 up      | Robert Sweeny Jr        |                           |
| 1953                                                          | Oklahoma City Golf & Country Club | Gene Littler          | 1 up      | Dale Morey              |                           |
| 1952                                                          | Seattle Golf Club                 | Jack Westland         | 3 & 2     | Al Mengert              |                           |
| 1951                                                          | Saucon Valley Country Club        | Billy Maxwell         | 4 & 3     | Joseph F. Gagliardi     |                           |
| 1950                                                          | Minneapolis Golf Club             | Sam Urzetta\|         | 39th hole | Frank Stranahan         |                           |
| 1949                                                          | Oak Hill Country Club             | Charles Coe           | 11 & 10   | Rufus King              |                           |
| 1948                                                          | Memphis Country Club              | Willie Turnesa        | 2 & 1     | Raymond E. Billows      |                           |
| 1947                                                          | Pebble Beach Golf Links           | Skee Riegel           | 2 & 1     | John Dawson             |                           |
| 1946                                                          | Baltusrol Golf Club               | Stanley E. Bishop     | 37th hole | Smiley Quick            |                           |
| 1942-45: Geen kampioenschappen vanwege de Tweede Wereldoorlog |                                   |                       |           |                         |                           |
| 1941                                                          | Omaha Field Club                  | Bud Ward              | 4 & 3     | Pat Abbott              |                           |
| 1940                                                          | Winged Foot Golf Club             | Dick Chapman          | 11 & 9    | W. B. McCullough Jr     |                           |
| 1939                                                          | North Shore Country Club          | Bud Ward              | 7 & 5     | Raymond E. Billows      |                           |
| 1938                                                          | Oakmont Country Club              | Willie Turnesa        | 8 & 7     | Pat Abbott              |                           |
| 1937                                                          | Alderwood Country Club            | Johnny Goodman        | 2 up      | Raymond E. Billows      |                           |
| 1936                                                          | Garden City Golf Club             | John Fischer          | 37th hole | Jack McLean             |                           |
| 1935                                                          | The Country Club                  | Lawson Little         | 4 & 2     | Walter Emery            |                           |
| 1934                                                          | The Country Club                  | Lawson Little         | 8 & 7     | David Goldman           |                           |
| 1933                                                          | Kenwood Country Club              | George Dunlap         | 6 & 5     | Max R. Marston          |                           |
| 1932                                                          | Baltimore Country Club            | Ross Somerville       | 2 & 1     | Johnny Goodman          |                           |
| 1931                                                          | Beverly Country Club              | Francis Ouimet        | 6 & 5     | Jack Westland           |                           |
| 1930                                                          | Merion Golf Club                  | Bobby Jones           | 8 & 7     | Eugene V. Homans        |                           |
| 1929                                                          | Pebble Beach Golf Links           | Harrison R. Johnston  | 4 & 3     | Oscar F. Willing        |                           |
| 1928                                                          | Brae Burn Country Club            | Bobby Jones           | 10 & 9    | Phil Perkins            |                           |
| 1927                                                          | Minikahda Club                    | Bobby Jones           | 8 & 7     | Chick Evans             |                           |
| 1926                                                          | Baltusrol Golf Club               | George Von Elm        | 2 & 1     | Bobby Jones             |                           |
| 1925                                                          | Oakmont Country Club              | Bobby Jones           | 8 & 7     | Watts Gunn              |                           |
| 1924                                                          | Merion Golf Club                  | Bobby Jones           | 9 & 8     | George Von Elm          |                           |
| 1923                                                          | Flossmoor Country Club            | Max R. Marston        | 38th hole | Jess Sweetser           |                           |
| 1922                                                          | The Country Club                  | Jess Sweetser         | 3 & 2     | Chick Evans             |                           |
| 1921                                                          | St. Louis Country Club            | Jesse P. Guilford     | 7 & 6     | Robert A. Gardner       |                           |
| 1920                                                          | Engineers' Country Club           | Chick Evans           | 7 & 6     | Francis Ouimet          |                           |
| 1919                                                          | Oakmont Country Club              | S. Davidson Herron    | 5 & 4     | Bobby Jones             |                           |
| 1917-18: Geen kampioenschappen vanwege de Eerste Wereldoorlog |                                   |                       |           |                         |                           |
| 1916                                                          | Merion Golf Club                  | Chick Evans           | 4 & 3     | Robert A. Gardner       |                           |
| 1915                                                          | Country Club of Detroit           | Robert A. Gardner     | 5 & 4     | John G. Anderson        |                           |
| 1914                                                          | Ekwanok Country Club              | Francis Ouimet        | 6 & 5     | Jerome Travers          |                           |
| 1913                                                          | Garden City Golf Club             | Jerome Travers        | 5 & 4     | John G. Anderson        |                           |
| 1912                                                          | Chicago Golf Club                 | Jerome Travers        | 7 & 6     | Chick Evans             |                           |
| 1911                                                          | The Apawamis Club                 | Harold Hilton         | 37th hole | Fred Herreshoff         |                           |
| 1910                                                          | The Country Club                  | William C. Fownes Jr. | 4 & 3     | Warren Wood             |                           |
| 1909                                                          | Chicago Golf Club                 | Robert A. Gardner     | 4 & 3     | Chandler Egan           | jongste winnaar (19 jaar) |
| 1908                                                          | Garden City Golf Club             | Jerome Travers        | 8 & 7     | Max H. Behr             |                           |
| 1907                                                          | Euclid Club                       | Jerome Travers        | 6 & 5     | Archibald Graham        |                           |
| 1906                                                          | Englewood Golf Club               | Eben Byers            | 2 up      | George Lyon             |                           |
| 1905                                                          | Chicago Golf Club                 | Chandler Egan         | 6 & 5     | Daniel Sawyer           |                           |
| 1904                                                          | Baltusrol Golf Club               | Chandler Egan         | 8 & 6     | Fred Herreshoff         |                           |
| 1903                                                          | Nassau Country Club               | Walter Travis         | 5 & 4     | Eben Byers              | Travis was 31 jaar        |
| 1902                                                          | Glen View Club                    | Louis N. James        | 4 & 2     | Eben Byers              |                           |
| 1901                                                          | Atlantic City Country Club        | Walter Travis         | 5 & 4     | Walter Egan             |                           |
| 1900                                                          | Garden City Golf Club             | Walter Travis         | 2 up      | Findlay S. Douglas      |                           |
| 1899                                                          | Onwentsia Club                    | H. M. Harriman        | 3 & 2     | Findlay S. Douglas      |                           |
| 1898                                                          | Morris County Golf Club           | Findlay S. Douglas    | 5 & 3     | Walter B. Smith         |                           |
| 1897                                                          | Chicago Golf Club                 | H.J. Whigham          | 8 & 6     | W. Rossiter Betts       |                           |
| 1896                                                          | Shinnecock Hills Golf Club        | H.J. Whigham          | 8 & 7     | Joseph G. Thorp         |                           |
| 1895                                                          | Newport Country Club              | Charles B. MacDonald  | 12 & 11   | Charles Sands           |                           |